# Seeberg, Schweiz
Seeberg är en ort och kommun i distriktet Oberaargau i kantonen Bern, Schweiz. Kommunen har 1 616 invånare (2023).
I kommunen finns även orten Hermiswil som tidigare var en egen kommun, men som inkorporerades i Seeberg 1 januari 2016.